# Slušovice
Slušovice város Csehországban, a Zlíni járásban. Slušovice Zádveřice-Raková, Veselá, Hvozdná, Vizovice, Březová, Neubuz és Trnava településekkel határos. Lakosainak száma 2961 fő (2024. január 1.).

## Népesség
A település lakosságának változását az alábbi diagram mutatja:
| Lakosok száma | 907  | 973  | 1086 | 1375 | 1902 | 2924 | 2958 | 2980 | 2825 | 2961 |
|               | 1869 | 1900 | 1921 | 1961 | 1980 | 2011 | 2016 | 2019 | 2021 | 2024 |